# Coptotomus longulus
Coptotomus longulus är en skalbaggsart som beskrevs av Leconte 1852. Coptotomus longulus ingår i släktet Coptotomus och familjen dykare.

## Underarter
Arten delas in i följande underarter:
- C. l. lenticus
- C. l. longulus